# Előre a múltba
Az Előre a múltba (eredeti cím: Peggy Sue Got Married) 1986-ban bemutatott amerikai romantikus fantasy-film. Rendezője Francis Ford Coppola, főszereplői Kathleen Turner és Nicolas Cage.
A filmet három kategóriában jelölték Oscar-díjra. Több később ismertté vált színész tűnik fel benne kisebb szerepekben, mint például Jim Carrey, Helen Hunt, Joan Allen, Catherine Hicks és Sofia Coppola.

## Rövid történet
Egy felnőtt családanya visszakerül a múltba, 25 évvel korábbra, 1960-ba, középiskolás korába.

## Cselekmény
1985, USA
Peggy Sue Bodell (Kathleen Turner) a Buchanan gimnázium 25-éves érettségi bankettjére 1960-at idéző, ezüstszínű ruhát vesz fel. A bálra nagylánya, Beth (Helen Hunt) is elkíséri. Peggy Sue éppen válik középiskolai szerelmétől – későbbi férjétől, Charlie-tól (Nicolas Cage) akitől két gyermeke született –, mert a férfi más nőkkel is kapcsolatot tartott. Mivel nem együtt mennek a bankettre, Peggy számít rá, hogy a férjéről fogják kérdezgetni és ez kellemetlen lesz számára. A bankettre Charlie is megérkezik, egyedül, de Peggy igyekszik nem tudomásul venni, hogy ott van. A műsorvezető „bálkirály” és „bálkirálynő” megválasztását jelenti be. Királynak Richard Norvikot (Barry Miller) választják meg, aki a középiskolában magának való stréber hírében állt, azóta azonban találmányai révén milliomos lett. Richard nős, de Peggy megtudja, hogy akkoriban szerelmes volt belé. Bálkirálynőnek Peggyt választják, részben a ruhája miatt. Peggy felmegy a színpadra, de a zaj és az erős fények hatására elájul.
Peggy egy ágyon tér magához és egy kórházi nővért lát, amint hozzá hajol. A nővér szerint elájult az iskolai véradás után. Peggy a falon egy transzparenst lát, amire az 1960-as év van felírva. Megérkezik hozzá a fiatal Charlie, aki szenvedélyesen megcsókolja. Peggy először azt gondolja, hogy meghalt, később azonban rájön, hogy 25 évvel visszakerült az időben. Amikor barátnői kikísérik az utcán álló kocsijukhoz, Peggy meglepődik az 1950-es évek autóin. Peggy nagyon megörül húgának, Nancy-nek (Sofia Coppola) és „fiatal” szüleinek. Sokkolja, amikor nagyanyja felhívja őket telefonon, aki hallotta, hogy Peggy rosszul lett az iskolában.
Peggy élvezi az iskolát és az akkori társaival való együttlétet (mindenki 1960-nak megfelelően fiatalabbnak néz ki). Peggy vitába keveredik a matematikatanárával, mert nem készíti el a dolgozatát és azt mondja neki, hogy felnőtt életében nem lesz szüksége algebrára.
Egy dolog zavarja Peggyt régi-új életében: még mindig randevúzik Charlie-val, akivel kölcsönösen szeretik egymást (testi kapcsolat nélkül).
Peggy Richard Norvikkal többször beszél, felfedi előtte, hogy ő időutazó és a 25 évvel későbbi jövőből jött. Mivel Richard ismeri Einstein elméleteit, ezért bár eleinte elutasítja, amit Peggy mond, később elfogadja. Peggy több jövőbeli találmány létezését elmondja neki, amiket Richard gondosan felír: zsebszámológép, digitális óra, walkman, mikrocsip, mikrohullámú sütő, lombikbébi, szívátültetés, az ember 1969-ben le fog szállni a Holdon.
Peggy megpróbál átmenetileg szakítani Charlie-val (akivel az volt a problémájuk, hogy túl hamar szerettek egymásba, és nem randevúztak másokkal). Egyik este Peggy elbeszélget Michael Fitzsimmons-szal, aki költői alkat, ő maga is verseket ír. Peggy elmegy vele a fiú motorján, és egy szerelmes éjszakát töltenek el a szabad ég alatt. Amikor azonban a fiú arra akarja rávenni, hogy a középiskola elvégzése után éljen vele és egy másik lánnyal Utahban, ahol a többnejűség törvényes, Peggy nemet mond.
Peggy találkozik régen látott nagyszüleivel. Nagyszülei elfogadják, hogy ő a jövőből jött, és nagyapja, mivel egy szabadkőműves páholy tagja, megígéri neki, hogy segít visszajutnia a saját idejébe. A szertartás döntő pontján vihar tör ki, kialszik a villany, ekkor Charlie észrevétlenül elrabolja Peggyt és a közeli üvegházba viszi (a szabadkőművesek azt gondolják, hogy a szertartás sikeres volt). Amikor Charlie odaadja neki a Peggy számára felnőtt korából ismerős nyakláncot, amiben két gyermeke arcképe van, Charlie azt mondja neki, hogy azok ő gyerekkori fényképeik. Peggy meghatódik ettől és szerelmeskednek.
A következő pillanatban Peggy visszakerül saját idejébe, és újból egy ágyban fekszik, ahol műszerek veszik körül (később kiderül, hogy a saját lakásukban van). Az „idősebb”, 1985-ös Charlie van mellette, aki ott virrasztott. Peggyben felmerül, hogy talán csak hallucinálta az egészet, de Charlie odaad neki egy könyvet, amit Michael Fitzsimmons neki, Peggynek ajánlott. Charlie bűnbánatot mutat és bocsánatot kér tőle. Peggy visszafogadja őt.

## Szereplők
- Kathleen Turner (Frajt Edit) – Peggy Sue Bodell
- Nicolas Cage (Schnell Ádám) – Charlie Bodell, Peggy középiskolai szerelme, későbbi férje
- Barry Miller (Kautzky Armand) – Richard Norvik, a legokosabb fiú az iskolában, később milliomos
- Catherine Hicks (Málnai Zsuzsa) – Carol Heath
- Kevin J. O'Connor (Zágoni Zsolt) – Michael Fitzsimmons, költő (első filmszerepe)
- Joan Allen (Andresz Kati) – Maddy Nagle
- Jim Carrey (Csonka András) – Walter Getz, Charlie haverja, egy négytagú fiúbandában együtt énekelnek
- Lisa Jane Persky (Tóth Ildikó) – Delores Dodge
- Lucinda Jenney (?) – Rosalie Testa
- Wil Shriner (Végh Péter) – Arthur Nagle
- Barbara Harris (Győry Franciska) – Evelyn Kelcher, Peggy anyja
- Don Murray (Dobránszky Zoltán) – Jack Kelcher, Peggy apja
- Sofia Coppola (Somlai Edina) – Nancy Kelcher, Peggy húga
- Helen Hunt (Györgyi Anna) – Beth Bodell, Peggy és Charlie lánya
- Maureen O'Sullivan (Győri Ilona) – Elizabeth Alvorg
- Leon Ames (Simon György) – Barney Alvorg
- Don Stark (Németh Gábor) – Doug Snell
- Glenn Withrow (?) – Terry
- John Carradine (?) – Leo
- Marshall Crenshaw (?) – zenész az évfordulós bálon

További magyar hangok: Balázsi Gyula, Czigány Judit, Gruber Hugó, Hankó Attila, Izsóf Vilmos, Kenderesi Tibor, Némedi Mari, Surányi Imre, Szoó György

## A film készítése
A női főszerepet eredetileg Debra Winger játszotta volna, és Coppola a harmadik rendező volt, aki megkapta a filmet. A filmet Kaliforniában forgatták.

## Megjelenése
A film DVD-n 1998. augusztus 11-én jelent meg.

## Fogadtatás

### Bevételi adatok
Az Előre a múltba a nyitóhetében 6 942 408 dollár bevételt ért el, és az Egyesült Államok mozipénztárainál 41 382 841 dollár összbevétele volt. Ez a film volt Coppola anyagilag első sikeres filmje az Apokalipszis most után.

### Kritikai visszhang
Az amerikai filmkritikusok véleményét összegző Rotten Tomatoes 88%-ra értékelte 24 vélemény alapján.
A filmet felsorolták a „Siskel és Ebert szerint legjobb 10 film 1986-ban” listán.
Roger Ebert, a Chicago Sun-Times filmkritikusa 4 csillagot adott rá a lehetséges 4-ből, és hozzáteszi: „az év egyik legjobb filmje”.

### Díjak, jelölések
jelölések:
A filmet három kategóriában jelölték Oscar-díjra, de egyiket sem kapta meg.
- Oscar-díj a legjobb női főszereplőnek: Kathleen Turner
- Oscar-díj a legjobb operatőrnek: Jordan Cronenweth
- Oscar-díj a legjobb jelmeztervezésért: Theadora Van Runkle
- 1986, National Board of Review, USA, „National Board of Review díj” „legjobb 10 film” kategóriában
- 1986, New York Film Critics Circle Awards, „New York Film Critics Circle díj”, „legjobb színésznő” – Kathleen Turner

Az Amerikai Filmintézet a filmet jelölte a 
- 100 év... 100 nevetés,[5] és
- a 10 legjobb fantasy film listáján
- 1987, Academy of Science Fiction, Fantasy & Horror Films, USA, Saturn Award „legjobb színésznő” – Kathleen Turner
- 1987, Academy of Science Fiction, Fantasy & Horror Films, USA, Saturn Award „legjobb jelmez” – Theadora Van Runkle
- 1987, Academy of Science Fiction, Fantasy & Horror Films, USA, Saturn Award „legjobb sci-fi film”
- 1987, Arany Glóbusz, „legjobb filmvígjáték”
- 1987, Arany Glóbusz, „legjobb filmszínésznő vígjátékban” – Kathleen Turner
- 1987, National Society of Film Critics Awards, USA, „National Society of Film Critics díj”, „legjobb színésznő” – Kathleen Turner
- 1988, Sant Jordi-díj jelölés a „legjobb külföldi színésznő” kategóriában – Kathleen Turner

elnyert díjak:
- 1986, National Board of Review, USA, „National Board of Review díj” „legjobb színésznő” kategóriában – Kathleen Turner
- 1987, American Society of Cinematographers, USA, „kiemelkedő operatőri munka” – Jordan Cronenweth
- 1987, BMI Film & TV Awards, „BMI filmzene-díj” – John Barry

## Érdekesség
A filmben felhangzó Peggy Sue Got Married című dal Buddy Holly szerzeménye, és az ő előadásában hallható. 1959-ben jelent meg, 45-ös fordulatszámú bakelitlemezen. A dal Buddy Holly korábbi, Peggy Sue című dalának folytatása, és mint ilyen, az elsők között volt, ami a rocktörténetben egy korábbi dal folytatásaként jött létre.

## Fordítás
Ez a szócikk részben vagy egészben  a   Peggy Sue Got Married című angol Wikipédia-szócikk fordításán alapul.  Az eredeti cikk szerkesztőit annak laptörténete sorolja fel. Ez a jelzés csupán a megfogalmazás eredetét és a szerzői jogokat jelzi, nem szolgál a cikkben szereplő információk forrásmegjelöléseként.